# Gostyń Stary (gromada)
Gostyń Stary – dawna gromada, czyli najmniejsza jednostka podziału terytorialnego Polskiej Rzeczypospolitej Ludowej w latach 1954–1972.
Gromady, z gromadzkimi radami narodowymi (GRN) jako organami władzy najniższego stopnia na wsi, funkcjonowały od reformy reorganizującej administrację wiejską przeprowadzonej jesienią 1954 do momentu ich zniesienia z dniem 1 stycznia 1973, tym samym wypierając organizację gminną w latach 1954–1972.
Gromadę Gostyń Stary z siedzibą GRN w Gostyniu Starym (obecnie Stary Gostyń) utworzono – jako jedną z 8759 gromad na obszarze Polski – w powiecie gostyńskim w woj. poznańskim, na mocy uchwały nr 20/54 WRN w Poznaniu z dnia 5 października 1954. W skład jednostki weszły obszary dotychczasowych gromad Daleszyn, Gostyń Stary, Kosowo, Osowo, Siemowo i Stankowo ze zniesionej gminy Gostyń w tymże powiecie. Dla gromady ustalono 21 członków gromadzkiej rady narodowej.
Gromadę zniesiono 1 stycznia 1962, a jej obszar włączono do nowo utworzonej gromady Gostyń w tymże powiecie.